# Trochocercus
Trochocercus és un gènere d'ocells de la família dels monàrquids (Monarchidae). Es distribueixen pel sud-est d'Àfrica i per la selva tropical africana.

## Llistat d'espècies
el gènere Trochocercus va ser descrit per primer cop per Jean Cabanis el 1850, el nom Trochocercus és una combinació de les paraules dels grec antic «trokhos», que significa “circular” o “rodó”, i «kerkos», que significa “cua”.
Segons la Classificació del Congrés Ornitològic Internacional (versió 15.1, 2025) aquest gènere està format per dues espècies:
- Trochocercus cyanomelas - monarca crestat meridional.
- Trochocercus nitens - monarca crestat occidental.

### Especies anteriors
Anteriorment, algunes autoritats també consideraven les següents espècies (o subespècies) com a espècies dins del gènere Trochocercus:
- Monarca del paradís de Bedford (com a Trochocercus bedfordi)[4]
- Elmínia de capell negre (com a Trochocercus nigromitratus)[5]
- Elmínia ventreblanca (com a Trochocercus albiventris)[6]
- Elmínia cuablanca (com a Trochocercus albicaudatus o Trochocercus albonotata)[7]